# Kõvvõrjärv
Kõvvõrjärv (est. Kooraste Kõvvõrjärv, Kooraste Kõverjärv) – jezioro w Estonii, w prowincji Põlvamaa, w gminie Kanepi. Położone jest na wschód od wsi Kooraste. Ma powierzchnię 12,2 ha, linię brzegową o długości 1992 m, długość 650 m i szerokość 330 m. Należy do pojezierza Kooraste (est. Kooraste järved). Sąsiaduje z jeziorami Kooraste Linajärv, Mudsina, Kurvitsa, Kooraste Suurjärv.